# Marta Gómez
Marta Gómez, née à Girardot (Cundinamarca, Colombie), est une auteure-compositrice-interprète colombienne. Elle a obtenu un diplôme du Berklee College of Music. Elle vit actuellement à Barcelone (Espagne).
Marta Gomez et son groupe (Julio Santillan, Franco Pinna, Fernando Huergo, Yulia Musayelyan et Emilio Teubal) interprètent un large répertoire de chansons dont le rythme est souvent un mélange de rythmes latins, du jazz à la musique folklorique latino-américaine, en passant par la cumbia et le bambuco colombiens, la zamba argentine, le son cubain, ou le lando péruvien.
Elle a partagé la scène avec des artistes tels que Bonnie Raitt, John Mayer, Totó la Momposina ou Mercedes Sosa.
Son album Solo es vivir a été choisi par le Boston Globe comme l'un des dix meilleurs albums de 2003. Son album Cantos de Agua Dulce a été nommée au 2004 Latin Billboard Music Awards dans la catégorie Latin Jazz Album of the Year.

## Discographie
- 2001 : Marta Gómez[2]
- 2003 : Sólo es vivir
- 2004 : Cantos de Agua Dulce
- 2006 : Entre Cada Palabra
- 2009 : Musiquita
- 2011 : El corazón y el sombrero